# Aleksandra Soldatova
Aleksandra Sergeyevna Soldatova (russe : Александра Сергеевна Солдатова), née le 1er juin 1998 à Sterlitamak, est une gymnaste rythmique russe.

## Palmarès

### Championnats du monde
- Izmir 2014
  -  médaille d'or au concours général par équipe.
- Stuttgart 2015
  -  médaille d'or au concours général par équipe.
  -  médaille d'argent au cerceau.
  -  médaille d'argent aux massues.
- Sofia 2018
  -  médaille d'or au concours général par équipe.
  -  médaille d'or au ruban.
  -  médaille d'argent au ballon.
  -  médaille de bronze au concours général individuel.

### Championnats d'Europe
- Novgorod 2012 - juniors
  -  médaille d'or au ruban.
  -  médaille d'or au concours général par équipe.
- Minsk 2015
  -  médaille d'or au concours général par équipe.
- Budapest 2017
  -  médaille d'or au concours général par équipe.
  -  médaille d'argent au cerceau.
  -  médaille d'argent au ballon.
- Bakou 2019
  -  médaille d'or au concours général par équipe.
  -  médaille d'argent au ballon.
  -  médaille d'argent au ruban.